# Rutilotrixa insectaria
Rutilotrixa insectaria là một loài ruồi trong họ Tachinidae.